# Music For Life 2018
Music For Life 2018 is de dertiende editie van Music For Life, een solidariteitsactie die jaarlijks in de week voor Kerstmis wordt georganiseerd door de Vlaamse VRT-radiozender Studio Brussel in België. Het totaal aan activiteiten dat in dit verband plaatsvindt wordt De Warmste Week genoemd. De opbrengst ging niet naar een enkel doel of organisatie, maar was voor een heel breed aanbod aan organisaties. Er werden na controle van de Koning Boudewijnstichting 1.986 verschillende vzw's als goed doel geregistreerd.
De editie van 2018 vond plaats in het provinciaal domein Puyenbroeck in Wachtebeke van 18 tot 24 december. De presentatoren van dienst waren Eva De Roo, Otto-Jan Ham en Michèle Cuvelier. Deze editie, met 12.495 geregistreerde acties, bracht een recordbedrag van 17.286.122 euro op.

## The Flame
Ook dit jaar traden er elke avond artiesten op in The Flame voor hun zelfgekozen goede doel: The Kooks (vzw Bas, de stoere strijder), Bazart (Antikankerfonds), Hooverphonic (Wereldhuis Bonangana), Years & Years (Ups & downs), Netsky, The Subs en Lost Frequencies (De Tuut Van Tegenwoordig), Christine and the Queens (Humain), Discobaar A Moeder, DJ Yolotanker en Bonzai All Stars (vzw Feestvarken), Jungle (Gimme shelter).

## Acties

### Warmathons
Voor het vierde jaar op rij werden over heel Vlaanderen, met name in Gent, Brugge, Genk, Antwerpen, Leuven en Brussel, Warmathons georganiseerd. Anders dan voorgaande jaren waarbij de opbrengst verdeeld werd over alle geregistreerde goede doelen, koos elk van de 48.852 deelnemers zelf een specifiek goed doel waar ze voor liepen. De Warmathons werden gelopen onder het motto: "afzien voor het goede doel doet geen zeer!" De deelnemers ontvingen elk samen met hun startnummer een paar "motiveters" als uniek bedankje voor hun inzet. In totaal brachten de zes Warmathons samen 591.608,89 euro op. Echter werd tijdens de slotshow duidelijk dat het bedrag gestegen was tot 676.608 euro. Hiermee werd het recordbedrag van de vorige editie (492.670 euro) met ruim 165.000 euro verbroken. De individuele Warmathons leverden de volgende bedragen op:
- Genk: 71.787 euro[1]
- Leuven: 95.287,11 euro[2]
- Brussel: 68.379,89 euro[3]
- Antwerpen: 127.226,69 euro[4]
- Gent: 132.182 euro[5]
- Brugge: 96.746,20 euro[6]

### Linde Zwijgt
Deze editie maakte Linde Merckpoel geen deel meer uit van het presentatorenteam, waar ze van 2013 tot 2017 toe behoorde. Zij organiseerde zelf acties ten voordele van vzw Coda onder de noemer Linde Zwijgt, waarbij ze een hele week zweeg. Haar acties, voornamelijk in de Sint-Machariuskerk in Gent brachten 10.000 euro op.

### Ketnet Koekenbak
In navolging van vorige edities organiseerde Ketnet opnieuw een koekenbak waarbij klassen uit lagere scholen over heel Vlaanderen koekjes bakken en verkopen. Deze actie bracht dit jaar 325.080 euro op waarmee het record van het vorige jaar, 308.101,68 euro, werd verbroken.

### Down the Snow
Dieter Coppens en Kevin uit het programma Down the road trokken samen al liftend doorheen Europa van de Finse stad Rovaniemi tot domein Puyenbroek. Deze reis duurde 7 dagen en was en ten voordele van vzw Downsyndroom Vlaanderen en Kom Op Tegen Kanker. Dieter en Kevin lieten zich namelijk sponsoren door middel van steunkaarten en sms'en. In totaal bracht deze actie 102.645 euro op.

### Het Warmste Inpakpapier
Jeroom ontwierp voor de Warmste Week inpakpapier dat voor 5 euro per rol verkocht werd. In totaal leverde dit 153.000 euro op.

### De Warmste Match
Enkele acteurs uit de Eén-soap Thuis speelden op 23 december een voetbalmatch tegen de Red Flames. De Thuisacteurs kozen om het goede doel ALS Liga te steunen, de Red Flames kozen dan weer voor Plan International België. De totale opbrengst van het evenement was 35.183,80 euro.

## De Warmste Radio
Ook dit jaar werd op de laatste dag van de Warmste Week de Warmste Radio georganiseerd, waarbij de uitzending ook op MNM, Radio 1 en Radio 2 te horen was. Hiervoor werden Otto-Jan, Eva en Michèle bijgestaan door een presentator van elk van deze radiozenders: Sofie Lemaire van Radio 1, Dorianne Aussems van MNM en Anja Daems van Radio 2. Opmerkelijk dit jaar was dat Sofie Lemaire en Anja Daems samen presenteerden tussen 11 en 13 uur, waardoor er voor de eerste keer in de geschiedenis van Music For Life een radioblok gepresenteerd werd zonder een van de drie Music For Life-presentatoren.

## Slotshow
Doordat De Warmste Week geen soloproject van Studio Brussel meer was, werd de opbouw naar de slotceremonie met de bekendmaking van het ingezamelde bedrag met live radio door de drie Studio Brussel presentatoren op de televisiecaptatie en Facebook vervangen door een losstaande talkshow van Karl Vannieuwkerke, de "Warmste Show". Ook werden de drie presentatoren weggehaald van hun publiek en werden ze samen met Sofie Lemaire, Dorianne Aussems, Anja Daems, Dieter Coppens en Kevin allemaal apart geplaatst bij het tonen van het ingezamelde bedrag waarbij Vannieuwkerke verder het woord voerde.

## Populairste verzoeknummers
Het meest gevraagde muzieknummer in deze editie van Music For Life was Shotgun van George Ezra, gevolgd door André Hazes jr.'s Leef, Spiegel van Tourist LeMC & Raymond van het Groenewoud, Africa van Toto en Leave a Light On van Tom Walker.
Populaire items tijdens de videocaptatie en op het terrein waren een kiss cam waarmee de beeldregie met hulp van de cameramannen personen in het publiek fixeerden en hun opriepen tot "Warme zoenen" en de optredens van de ijsbeer, danjes en knuffels door een persoon in verkleedpak deels uitgevoerd door leden van het Studio Brussel promotieteam maar ook regelmatig met bekende gezichten als Goedele Wachters, Rik Verheye, Jeroen Meus of Jo Vally.